# Fiat CR.20
El Fiat CR.20 fue un biplano de caza italiano utilizado por la Regia Aeronautica a finales de la década de los años 20 y principios de los 30. Diseñado por Celestino Rosatelli y construido en grandes números durante la segunda mitad de los años veinte por Fiat Aviazione; representó un paso intermedio entre los primeros biplanos Fiat CR.1, más tarde el CR.30 y los posteriores y más conocidos modelos CR.32 y CR.42.
En su apogeo en 1933, los CR.20 equipaban veintisiete Squadriglie de la Regia Aeronautica italiana. El avión tomó parte activa en las etapas finales de la conquista de Libia y en las primeras campañas de la Segunda Guerra Italo-Etíope en misiones de ataque al suelo. Aunque de características similares al CR.1 ya en servicio, lo superaba ampliamente en robustez y maniobrabilidad, siendo esta última característica la que le llevó a formar parte de las Pattuglie acrobatiche de la Regia Aeronáutica, especializadas en acrobacia colectiva; finalmente, acabarían sirviendo en las escuelas de entrenamiento hasta finales de la década de 1930.

## Historia, diseño y desarrollo
Este pequeño y elegante avión de construcción totalmente metálica - algo bastante inusual en aquellos días - realizó su primer vuelo vez el 19 de julio de 1926. Según el esquema, era un sesquiplano; su ala superior tenía una envergadura notablemente mayor que la inferior. La rigidez de la caja alar del biplano estaba garantizada por el sistema estructural de riostras denominado "Warren truss" con tubos planos de acero con forma de W que había demostrado su eficacia en el CR.1. Todas las superficies de apoyo y control, la parte trasera del fuselaje y la quilla tenían un revestimiento de tela, la parte delantera del casco hasta la pared trasera de la cabina del piloto estaba revestida de metal. El avión, al igual que su predecesor CR.10, estaba propulsado por un motor en línea Fiat A.20 de 460 hp (343 kW) refrigerado por agua que impulsaba una hélice de madera bipala de paso fijo. El armamento básico del avión consistía en dos ametralladoras sincronizadas de 7,7 mm debajo del capó, también se preveía la instalación de dos "barriles" adicionales a los lados del fuselaje. Una característica distintiva del nuevo avión era un tanque de combustible interno que podía ser liberado y dejar caer en vuelo en caso de incendio.
En el otoño de 1926 el nuevo caza italiano causó una gran impresión al ser expuesto en el prestigioso Salon de l´Aeronautique de París. Sin lugar a dudas, era fácilmente reconocible como un producto Fiat, al llevar las riostras en forma de W y el característico perfil de cola de los aviones diseñados por Celestino Rosatelli. 
En septiembre de 1927, el prototipo de caza se presentó para las pruebas oficiales en el aeródromo de Monticello, cerca de Turín. El avión demostró simplicidad y facilidad de pilotaje, realizó fácilmente todas las maniobras de combate (giro, bucle muerto, barril, Giro Immelmann) y alcanzó una velocidad máxima de 280 km/h; por lo que, cumpliendo completamente con los requisitos de ese momento, se ordenó su producción ese mismo año y, se puso en servicio sin demora, convirtiéndose en el tipo principal de caza de la Regia Aeronautica.
- Fiat CR.20B

Al poco tiempo del comienzo de la producción del CR.20, los diseñadores de la empresa crearon el entrenador biplaza Fiat CR.20B; la cabina del instructor estaba ubicada detrás de la principal. Debido al aumento de peso, las características de vuelo del avión disminuyeron ligeramente; la velocidad máxima se redujo a 250 km/h y el techo de vuelo se redujo en 500 m. Sin embargo, esto no era menoscabo alguno para una máquina de entrenamiento. El CR.20B fue también construido en serie a partir de cédulas CR.20 y CR.20bis, siendo utilizado como entrenador y avión de enlace en las unidades de caza italianas de preguerra.
- Fiat CR.20Idro

El CR.20Idro versión hidroavión, que apareció en 1928, no tuvo mucho éxito; pesaba casi 200 kg más que la versión terrestre, la resistencia frontal aumentó significativamente (lo que provocó una disminución de la velocidad máxima a 254 km/h) y, la capacidad de control del aparato empeoró. Sin embargo, 46 ejemplares fueron construidos a partes iguales por Costruzioni Meccaniche Aeronautiche Società Anonima - CMASA y Macchi que fueron entregados a la Aviazione Navale de la Regia Marina.
- Fiat CR.20bis

A resultas del mal funcionamiento, debido a la desafortunada idea de instalar en los CR.20 aterrizadores convencionales de eje cruzado con amortiguadores de caucho comprimido, un año después, realizó su primer vuelo una variante designada CR.20bis, con un área alar reducida en comparación con la base veinte, un nuevo tren de aterrizaje con puntales separados equipado con frenos independientes y amortiguadores oleoneumáticos, y una serie de otros cambios menores. Curiosamente, la reducción del ala no dio el aumento de velocidad esperado; sin embargo, el CR.20bis también se fabricó en serie con un total de 235 unidades. También en 1929, algunos CR.20 fueron convertidos en el CR.20AQ; idéntico en todos los aspectos al "encore", a excepción de la planta motriz, estaba equipado con un motor lineal Fiat A.20AQ (Alta Quota - Alta Cota) con una potencia de salida máxima de 540 hp (402,7 kW), y una relación de compresión de 8:1 (el A.20 básico tenía 5,7:1) que le proporcionaba una mayor velocidad de trepada y mejores prestaciones a alta cota; aunque este tipo de motor aumentó el peso en 10 kg, tenía aproximadamente las mismas prestaciones de vuelo que el CR.20bis.
- Fiat CR.Asso

La última versión producida fue la CR.Asso, un CR.20, con un morro nuevo diseñado para tal fin, en el que se instaló el motor Isotta-Fraschini Asso Caccia con una potencia máxima de salida de 500 hp (370 kW). Además, aparte de pequeños cambios en su estructura, se rediseño el plano de cola, aumentando su superficie. Este modelo reemplazó en parte a los antiguos modelos CR.20bis en las squadriglie de caccia y, también lo sustituyeron en sus famosos festivales aéreos. De este modelo cuya producción abarcó desde 1931 a 1933 se construyeron 204 ejemplares, de los cuales, Macchi construyó 104 y CMSA los 100 restantes. 

## Descripción técnica
Se muestran algunas características técnicas relativas a la versión CR.20bis
- Fuselaje

La resistente estructura del fuselaje constaba de 4 largueros de tubo de acero conectados entre sí por un enrejado de tubo de acero. Las alas del biplano estaban arriostradas por puntales del tipo rígido, con estructura triangular en W (Warren truss ).
El revestimiento del fuselaje era mixto: láminas de duraluminio en la parte delantera mientras que el resto de la cubierta era de lona pintada y barnizada.
El tren de aterrizaje era abierto, de acero, equipado con amortiguadores oleoneumáticos, frenos en las ruedas y sostenido por dos V de tubos cónicos de acero. Las ruedas, tipo Standard III, tenían un ancho de vía de 1,9 m. Estaba provisto de un patín de cola con almohadillas de goma sostenido por una V de tubo de acero.
- Alas y empenaje

Las alas estaban montadas con fijaciones articuladas y sostenidas por ocho montantes de chapa de acero, dispuestos en celosía.
De perfil delgado, las alas tenían una profundidad de 1,625 m y un diedro transversal de 1° 20'. El plano superior tenía 9,8 m de largo mientras que el inferior tenía 6,82 m, clasificándose como un biplano-sesquiplano.
La estructura de las alas era de acero y duraluminio, mientras que el revestimiento era de lona de algodón pintada y barnizada. Los largueros eran de dural, con paredes de celosía triangular aligerada (Warren truss), mientras que las nervaduras estaban hechas de tubos de aluminio, así como la estructura de los alerones. 
- Grupo motor

El CR.20bis estaba equipado con un motor Fiat A.20 de 460 hp (343 kW), 12 cilindros en V refrigerado por agua.
Las bombas de gasolina, aceite y agua eran mecánicas e integradas en el motor. También contaba con una bomba manual entre el depósito adicional del ala y el depósito inferior desmontable, que en caso de fallo de la bomba de gasolina permitía alimentar el motor por caída natural.
El tanque, fabricado en chapa de dural posicionado en la vertical del centro de gravedad, tenía una capacidad de 282 l y era desmontable en vuelo; entre las dos alas superiores había un tanque adicional, protegido con blindaje, con una capacidad de 22 l.
La hélice, bipala de paso fijo, y de madera de nogal, tenía un diámetro de 2,6 m, con lavado: 0,92 m (periférico) - 1,792 (en la raíz).
- Instrumentación y equipo

La instrumentación a bordo incluía una brújula, alarma contra incendios, llaves de paso de los depósitos de gasolina, indicadores de gasolina y aceite, controles de revoluciones motor, bomba manual, control de plataforma, control de freno de rueda.
También contaba con dos aero-termómetros de aceite y agua, tacómetro, el control de liberación del tanque principal, velocímetro y de nivel de gasolina.
Se podía instalar optativamente una cámara de cine - foto ametralladora tipo OMI con formato 13x18 cm, que podía ser controlada por un auto cronómetro para distanciar los intervalos de toma.
- Armamento

El armamento consistía en dos ametralladoras Vickers cal.7,7 mm, de tiro frontal controladas de forma independiente, y sincronizadas para disparar a través de las palas de la hélice; debajo de las ametralladoras se instalaron dos cajas de cintas de munición, con una capacidad de 500 rondas cada una. Para los ejercicios de tiro se disponía de una foto-ametralladora que, permitía el control fotográfico y cronométrico de la dirección de tiro y la duración útil del mismo.

## Uso operativo
- Italia

La Regia Aeronautica fue el principal usuario del CR.20 y sus versiones. En servicio se utilizó tanto en operaciones en Libia como, con escasos ejemplares, en los primeros compases de la guerra de Etiopía (Squadriglia 106, 107 y 111), conflicto en el que se utilizó para operaciones de ataque terrestre, anticipándose a al posterior uso que realizaran los Fiat CR.32 y CR.42 durante la Segunda Guerra Mundial. La versión hidroavión producida a partir de 1928 por Macchi y CMASA equipó las 161ª Squadriglia y 162ª Squadriglia di caccia marittima. Gracias a las características de maniobrabilidad, los CR.20 equiparon las Pattuglie Acrobatiche de la Regia Aeronautica; en este papel, recordamos sobre todo la última versión del CR.20, el CR.Asso con el más potente motor Isotta Fraschini. En el papel de entrenadores, los CR.20 sirvieron a lo largo de la década de 1930, retirándose los últimos ejemplares hacia 1939.
- Austria

Entre 1931 y 1933 se entregaron secretamente, - dado que las cláusulas del Tratado de Versalles prohibían disponer de una fuerza aérea - dieciséis CR.20AQ y cuatro CR.20B usados procedentes de la Regia Aeronautica que, cuando en junio de 1935, se anunció oficialmente la existencia de sus fuerzas aéreas (Österreichischen Luftstreitkräfte) pasaron a formar parte de ellas. Tras el Anschluss, los aparatos aún en servicio fueron pintados con los colores y marcas de la Luftwaffe e integrados en el llamado Luftwaffen Kommando Österreich, pasando más tarde a ser utilizados en las escuelas de vuelo alemanas.
- España

En 1927 un CR.20  es enviado a España para participar en el concurso de aviones de caza para dotar a nuestra Aviación Militar en la que participaron entre otros el Nieuport-Delage NiD 52 (que resultó ganador del concurso) y el diseñado y construido en España Loring C.1. Este avión fue adquirido al año siguiente, pasando a prestar servicio con el Grupo 12 de Tablada, Sevilla. Entre febrero y marzo de 1938, durante la Guerra civil española llegan a España seis CR.20B que, durante tres meses fueron usados como entrenadores en la Escuela de Transformación de Jerez de la Frontera, hasta que fueron reemplazados por los más modernos Gotha Go 145. Continuaron no obstante en servicio con la Aviación Nacional, pero antes de finalizar la guerra son dados de baja definitivamente.
- Hungría

Como parte del antiguo Imperio austrohúngaro, Hungría también tenía prohibido poseer su propia aviación militar; aun así, con todo tipo de estratagemas, compró en 1930 para sus aún clandestinas fuerzas aéreas un CR.20 y un CR.20B en 1930, y otros doce CR.20bis en 1932. Estos aviones estuvieron en servicio con la Real Fuerza Aérea Húngara como cazas hasta 1936 cuando fueron sustituidos por el Fiat CR.32, siendo todos los supervivientes transferidos a unidades de entrenamiento.
- Lituania

La primera adquisición realizada en 1928 provino del gobierno de Lituania para su Fuerza Aérea Militar (Lietuvos kariuomenės Karinės oro pajėgos) con un pedido de quince CR.20. Los aviadores bálticos apreciaron el avión italiano por sus excelentes características de vuelo y rendimiento. En junio de 1940, fecha de la ocupación de las repúblicas bálticas por la Unión Soviética siete aviones estaban a cargo del 7 Eskadrile del II Aviacijos (Naikintuvu) Grupe (segundo grupo de aviones de combate), basados en el aeródromo de Kaunas, después de lo cual fueron inspeccionados por las VVS, declarados como completamente obsoletos y desechados.
- Paraguay

El gobierno de la República del Paraguay para el cuerpo de aviación militar adquiere cinco Fiat CR.20bis que son recibidos entre marzo y abril de 1933. Con ellos se creó la 11.ª Escuadrilla de Caza, llamada Los Indios, siendo numerados, 11-1, 11-3, 11-5, 11-7, 11-9. Cuatro de ellos, participaron en numerosas misiones de escolta y combate durante la Guerra del Chaco; combatiendo contra los Curtiss Hawk II y Curtiss Falcon bolivianos, siendo por ello los únicos ejemplares de CR.20 que participaron activamente en un conflicto bélico. El último CR.20bis paraguayo (11-5) fue dado de baja y desguazado en 1941.
- Unión Soviética

El CR.20 también podría haber entrado en servicio con la Fuerza Aérea Soviética. En la URSS, comenzaron a mostrar interés en este avión incluso antes del comienzo de su producción en serie, a mediados de 1926. En noviembre, la misión comercial soviética en Roma inició negociaciones con la empresa Fiat sobre la entrega de un nuevo avión a la Unión Soviética. A fines de 1927, dos CR.20 se incluyeron en el plan de compras de importación para el próximo año. En ausencia de diseños domésticos exitosos, se consideró la posibilidad de adquirir una licencia para la producción de cazas en el extranjero. Entre los candidatos se encontraban el Heinkel HD.37 alemán, el checoslovaco Avia BH-33 y el italiano CR.20. Para hacer una elección, decidieron comprar muestras de cada máquina y estudiarlas cuidadosamente.
Después de las pruebas supervisadas por una comisión soviética, se reajusto y se reconstruyó el motor reemplazando los pistones y los aviones fueron desmantelados, embalados en cajas, y el 25 de mayo de 1928 fueron enviados por vía marítima a Odesa, y de allí por tren a Moscú, donde en julio llegaron al Aeródromo Central. Inmediatamente después del ensamblaje, ambos CR.20 comenzaron las pruebas estatales en el Instituto de Investigación de la Fuerza Aérea. Los vuelos fueron realizados por los pilotos Kozlov, Kudryavtsev y Sporatov. La valoración del caza italiano dada por estos pilotos resultó ser muy baja. En general, por no enumerar detalladamente, de acuerdo con los resultados de las pruebas, quedó claro para sus pilotos que el CR.20 "como caza era insostenible y es más adecuado para el papel de una máquina de entrenamiento". En realidad, la conclusión principal del informe del Instituto de Investigación de la Fuerza Aérea fue la siguiente: "La aeronave no puede ser reconocida como un caza moderno".
El avión italiano también recibió una evaluación poco halagüeña por parte de los ingenieros del Instituto de Investigación de la Fuerza Aérea: "Desde un punto de vista constructivo, el avión no tiene ningún interés, ya que ni el diseño en sí, ni sus conexiones nodales difieren en algo particularmente original". Como resultado de todo ello, pruebas y comparaciones con otros modelos de cazas, la competencia fue ganada por el Heinkel HD.37, puesto en producción bajo licencia en la URSS bajo la designación I-7.

## Especificaciones técnicas (Fiat CR.20bis)
Referencia datos: Enciclopedia Ilustrada de la Aviación Vol.7, pág 1793, Editorial Delta. Barcelona 1982 ISBN 84-85822-65-X

### Características generales
- Tripulación: 1
- Longitud: 6,71 m
- Envergadura: 9,80 m
- Altura: 2,79 m
- Superficie alar: 25,50 m²
- Peso vacío: 970 kg (equipado)
- Peso máximo al despegue: 1390 kg (despegue)
- Planta motriz: 1× V12 60° refrigerado por agua Fiat A.20.
  - Potencia: 343 kW (473 HP; 466 CV)
- Hélices: Bipala de madera y paso fijo

### Rendimiento
- Velocidad nunca excedida (Vne): 260 km/h
- Velocidad crucero (Vc): 251 km/h
- Alcance: 2 h, 30 min
- Techo de vuelo: 8500 m
- Carga alar: 54,50 kg/m²

### Armamento
- Ametralladoras: 2× Vickers cal. 7,7 mm

## Aeronaves relacionadas

### Desarrollos relacionados
- Fiat CR.30

### Aeronaves similares
- Avia BH-33
- Curtiss Falcon
- Heinkel HD 37
- Polikarpov I-3
- PWS-10
- Wibault 72

### Secuencias de designación
- Secuencia C.R._ (Caccia (caza) Rosatelli, interna de Fiat): ← CR.20 - CR.25 - CR.30 - CR.32 - CR.33 - CR.40 - CR.41 - CR.42

## Usuarios
Alemania / III Reich
- Luftwaffe Luftwaffen Kommando Österreich: aviones de la extinta Österreichischen Luftstreitkräfte

 Austria
- Österreichischen Luftstreitkräfte: 36 unidades, 1931-1938.[6]

 España
- Aviación Nacional : 6 biplazas CR.20B

 Hungría
- Real Fuerza Aérea del Ejército Húngaro (Magyar Királyi Honvéd Légierő): 14 unidades, 1930-1938

 Italia
- Regia Aeronautica / Regia Marina

 Lituania
- Fuerza Aérea Militar Lituana (Lietuvos kariuomenės Karinės oro pajėgos): 15 unidades, 1928-1940

 Paraguay
- Fuerzas Aéreas del Ejército Nacional del Paraguay: 5 unidades 1933-1941

 Unión Soviética
- Fuerza Aérea Soviética - VVS: 2 prototipos para evaluación